# Campeonato Mundial de Xadrez de 1975
O match pelo Campeonato Mundial de Xadrez de 1975 seria disputado entre o campeão Bobby Fischer e o desafiante Anatoly Karpov. A disputa estava marcada para a cidade filipina de Manila, mas Fischer se recusou a defender o título devido as cláusulas negociadas com a FIDE. Fischer exigia que o primeiro a alcançar 10 vitórias seria o vencedor e no caso de um empate de 9 a 9 ele manteria o título. 
A FIDE aceitou a condição de 10 vitórias mas Fischer foi irredutível com a cláusula sobre os termos de empate. Fischer abdicou do título em 27 de junho de 1974, mas as cláusulas continuaram sendo negociadas. Por fim, a FIDE aceitou a cláusula sobre o empate, entretanto Fischer não respondeu a nova proposta e Karpov foi consagrado o décimo segundo campeão mundial em 3 de abril de 1975.

## Torneios Interzonais de 1973
Dois Torneios Interzonais foram realizados nas cidades de Leningrado e Petrópolis. Cada competição classificou três jogadores ao Torneio de Candidatos.
|    |                           | Rating | 1 | 2 | 3 | 4 | 5 | 6 | 7 | 8 | 9 | 10 | 11 | 12 | 13 | 14 | 15 | 16 | 17 | 18 | Total |
| -- | ------------------------- | ------ | - | - | - | - | - | - | - | - | - | -- | -- | -- | -- | -- | -- | -- | -- | -- | ----- |
| 1  | Viktor Korchnoi           | 2635   | - | ½ | 1 | ½ | 1 | 1 | ½ | 1 | ½ | 1  | 1  | 1  | ½  | 1  | 0  | 1  | 1  | 1  | 13½   |
| 2  | Anatoly Karpov            | 2545   | ½ | - | ½ | 1 | ½ | ½ | 1 | ½ | 1 | ½  | 1  | ½  | 1  | 1  | 1  | 1  | 1  | 1  | 13½   |
| 3  | Robert Byrne              | 2570   | 0 | ½ | - | ½ | ½ | 1 | ½ | ½ | ½ | 1  | 1  | 1  | ½  | 1  | 1  | 1  | 1  | 1  | 12½   |
| 4  | Jan Smejkal               | 2570   | ½ | 0 | ½ | - | 0 | 0 | ½ | ½ | 1 | 1  | 0  | 1  | 1  | 1  | 1  | 1  | 1  | 1  | 11    |
| 5  | Robert Hübner             | 2600   | 0 | ½ | ½ | 1 | - | 0 | ½ | 1 | 1 | ½  | ½  | 1  | ½  | 1  | ½  | ½  | 0  | 1  | 10    |
| 6  | Bent Larsen               | 2620   | 0 | ½ | 0 | 1 | 1 | - | 1 | 0 | 0 | ½  | 0  | 1  | 1  | ½  | 1  | ½  | 1  | 1  | 10    |
| 7  | Gennady Kuzmin            | 2565   | ½ | 0 | ½ | ½ | ½ | 0 | - | 1 | 0 | ½  | ½  | ½  | 1  | ½  | 1  | 1  | 1  | ½  | 9½    |
| 8  | Mikhail Tal               | 2655   | 0 | ½ | ½ | ½ | 0 | 1 | 0 | - | 1 | ½  | 1  | 1  | ½  | 0  | 0  | 1  | 0  | 1  | 8½    |
| 9  | Svetozar Gligorić         | 2595   | ½ | 0 | ½ | 0 | 0 | 1 | 1 | 0 | - | ½  | ½  | ½  | ½  | 1  | ½  | 0  | 1  | 1  | 8½    |
| 10 | Mark Taimanov             | 2595   | 0 | ½ | 0 | 0 | ½ | ½ | ½ | ½ | ½ | -  | ½  | 1  | ½  | ½  | 1  | ½  | 1  | ½  | 8½    |
| 11 | Miguel Quinteros          | 2480   | 0 | 0 | 0 | 1 | ½ | 1 | ½ | 0 | ½ | ½  | -  | 0  | 0  | ½  | ½  | 1  | ½  | 1  | 7½    |
| 12 | Ivan Radulov              | 2510   | 0 | ½ | 0 | 0 | 0 | 0 | ½ | 0 | ½ | 0  | 1  | -  | 1  | 1  | ½  | ½  | 1  | 1  | 7½    |
| 13 | Wolfgang Uhlmann          | 2550   | ½ | 0 | ½ | 0 | ½ | 0 | 0 | ½ | ½ | ½  | 1  | 0  | -  | ½  | ½  | ½  | ½  | 1  | 7     |
| 14 | Eugenio Torre             | 2430   | 0 | 0 | 0 | 0 | 0 | ½ | ½ | 1 | 0 | ½  | ½  | 0  | ½  | -  | ½  | 1  | 1  | 1  | 7     |
| 15 | Josip Rukavina            | 2460   | 1 | 0 | 0 | 0 | ½ | 0 | 0 | 1 | ½ | 0  | ½  | ½  | ½  | ½  | -  | 0  | 1  | ½  | 6½    |
| 16 | Vladimir Tukmakov         | 2560   | 0 | 0 | 0 | 0 | ½ | ½ | 0 | 0 | 1 | ½  | 0  | ½  | ½  | 0  | 1  | -  | ½  | 1  | 6     |
| 17 | Guillermo Estévez Morales | 2385   | 0 | 0 | 0 | 0 | 1 | 0 | 0 | 1 | 0 | 0  | ½  | 0  | ½  | 0  | 0  | ½  | -  | 1  | 4½    |
| 18 | Miguel Cuéllar            | 2400   | 0 | 0 | 0 | 0 | 0 | 0 | ½ | 0 | 0 | ½  | 0  | 0  | 0  | 0  | ½  | 0  | 0  | -  | 1½    |
|    |                     | Rating | 1 | 2 | 3 | 4 | 5 | 6 | 7 | 8 | 9 | 10 | 11 | 12 | 13 | 14 | 15 | 16 | 17 | 18 | Total |
| -- | ------------------- | ------ | - | - | - | - | - | - | - | - | - | -- | -- | -- | -- | -- | -- | -- | -- | -- | ----- |
| 1  | Henrique Mecking    | 2575   | - | ½ | ½ | ½ | 1 | ½ | ½ | 1 | ½ | ½  | 1  | ½  | ½  | 1  | ½  | 1  | 1  | 1  | 12    |
| 2  | Efim Geller         | 2585   | ½ | - | ½ | ½ | ½ | 1 | ½ | ½ | ½ | 1  | ½  | ½  | 1  | 1  | 0  | 1  | 1  | 1  | 11½   |
| 3  | Lev Polugaevsky     | 2640   | ½ | ½ | - | 1 | ½ | ½ | ½ | ½ | ½ | ½  | ½  | 0  | 1  | 1  | 1  | 1  | 1  | 1  | 11½   |
| 4  | Lajos Portisch      | 2645   | ½ | ½ | 0 | - | ½ | ½ | ½ | ½ | 1 | ½  | 1  | ½  | 1  | ½  | 1  | 1  | 1  | 1  | 11½   |
| 5  | Vasily Smyslov      | 2600   | 0 | ½ | ½ | ½ | - | 0 | 1 | ½ | ½ | 1  | ½  | ½  | 1  | 1  | ½  | 1  | 1  | 1  | 11    |
| 6  | David Bronstein     | 2585   | ½ | 0 | ½ | ½ | 1 | - | 0 | ½ | ½ | 1  | 1  | 1  | ½  | 1  | ½  | 1  | 1  | 0  | 10½   |
| 7  | Vlastimil Hort      | 2610   | ½ | ½ | ½ | ½ | 0 | 1 | - | 1 | 0 | 0  | 1  | ½  | ½  | ½  | 1  | ½  | 1  | 1  | 10    |
| 8  | Vladimir Savon      | 2570   | 0 | ½ | ½ | ½ | ½ | ½ | 0 | - | ½ | 0  | 1  | 1  | ½  | ½  | 1  | 1  | ½  | 1  | 9½    |
| 9  | Borislav Ivkov      | 2535   | ½ | ½ | ½ | 0 | ½ | ½ | 1 | ½ | - | ½  | ½  | ½  | ½  | ½  | ½  | 1  | ½  | ½  | 9     |
| 10 | Ljubomir Ljubojević | 2570   | ½ | 0 | ½ | ½ | 0 | 0 | 1 | 1 | ½ | -  | 0  | 1  | ½  | 0  | 1  | ½  | 1  | 1  | 9     |
| 11 | Samuel Reshevsky    | 2575   | 0 | ½ | ½ | 0 | ½ | 0 | 0 | 0 | ½ | 1  | -  | 1  | ½  | ½  | 1  | 1  | ½  | 1  | 8½    |
| 12 | Oscar Panno         | 2580   | ½ | ½ | 1 | ½ | ½ | 0 | ½ | 0 | ½ | 0  | 0  | -  | ½  | ½  | ½  | ½  | 1  | 1  | 8     |
| 13 | Paul Keres          | 2605   | ½ | 0 | 0 | 0 | 0 | ½ | ½ | ½ | ½ | ½  | ½  | ½  | -  | ½  | ½  | 1  | 1  | 1  | 8     |
| 14 | Florin Gheorghiu    | 2530   | 0 | 0 | 0 | ½ | 0 | 0 | ½ | ½ | ½ | 1  | ½  | ½  | ½  | -  | 1  | ½  | ½  | 1  | 7½    |
| 15 | Peter Biyiasas      | 2395   | ½ | 1 | 0 | 0 | ½ | ½ | 0 | 0 | ½ | 0  | 0  | ½  | ½  | 0  | -  | ½  | 1  | 1  | 6½    |
| 16 | Tan Lian Ann        | 2365   | 0 | 0 | 0 | 0 | 0 | 0 | ½ | 0 | 0 | ½  | 0  | ½  | 0  | ½  | ½  | -  | ½  | 0  | 3     |
| 17 | Werner Hug          | 2445   | 0 | 0 | 0 | 0 | 0 | 0 | 0 | ½ | ½ | 0  | ½  | 0  | 0  | ½  | 0  | ½  | -  | ½  | 3     |
| 18 | Shimon Kagan        | 2405   | 0 | 0 | 0 | 0 | 0 | 1 | 0 | 0 | ½ | 0  | 0  | 0  | 0  | 0  | 0  | 1  | ½  | -  | 3     |
Os três jogadores empatados em segundo lugar jogaram um torneio desempate, em quatro voltas, na cidade eslovena de Portorož, para completar as duas outras vagas. 
|   |                 | Rating | 1    | 2    | 3    | Total |
| - | --------------- | ------ | ---- | ---- | ---- | ----- |
| 1 | Lajos Portisch  | 2650   | -    | 11== | =1== | 5½    |
| 2 | Lev Polugaevsky | 2625   | 00== | -    | 110= | 3½    |
| 3 | Efim Geller     | 2605   | =0== | 001= | -    | 3     |

## Torneio de Candidatos
Boris Spassky, perdedor do match do mundial passado e Tigran Petrosian, vice-campeão do Torneio de Candidatos anterior, juntaram-se aos seis classificados dos Torneios Interzonais para jogar o Torneio de Candidatos em matches eliminatórios.

### Tabela
|  | Quartas de final | Quartas de final | Quartas de final |                  |                 | Semifinais      | Semifinais | Semifinais |  |  | Final | Final | Final |  |
|  |                  |                  |                  |                  |                 |                 |            |            |  |  |       |       |       |  |
|  | União Soviética  | Anatoly Karpov   | 5½               |                  |                 |                 |            |            |  |  |       |       |       |  |
|  | União Soviética  | Anatoly Karpov   | 5½               |                  |                 |                 |            |            |  |  |       |       |       |  |
|  | União Soviética  | Lev Polugaevsky  | 2½               |                  |                 |                 |            |            |  |  |       |       |       |  |
|  | União Soviética  | Lev Polugaevsky  | 2½               |                  | União Soviética | Anatoly Karpov  | 7          |            |  |  |       |       |       |  |
|  |                  |                  |                  |                  | União Soviética | Anatoly Karpov  | 7          |            |  |  |       |       |       |  |
|  |                  |                  | União Soviética  | Boris Spassky    | 4               |                 |            |            |  |  |       |       |       |  |
|  | União Soviética  | Boris Spassky    | União Soviética  | Boris Spassky    | 4               | 4½              |            |            |  |  |       |       |       |  |
|  | União Soviética  | Boris Spassky    |                  |                  |                 |                 |            |            |  |  |       |       |       |  |
|  | Estados Unidos   | Robert Byrne     | 3½               |                  |                 |                 |            |            |  |  |       |       |       |  |
|  | Estados Unidos   | Robert Byrne     | 3½               |                  | União Soviética | Anatoly Karpov  | 12½        |            |  |  |       |       |       |  |
|  |                  |                  |                  |                  |                 |                 |            |            |  |  |       |       |       |  |
|  |                  |                  | União Soviética  | Viktor Korchnoi  | 11½             |                 |            |            |  |  |       |       |       |  |
|  | União Soviética  | Viktor Korchnoi  | União Soviética  | Viktor Korchnoi  | 11½             | 7½              |            |            |  |  |       |       |       |  |
|  | União Soviética  | Viktor Korchnoi  |                  |                  |                 |                 |            |            |  |  |       |       |       |  |
|  | Brasil           | Henrique Mecking | 5½               |                  |                 |                 |            |            |  |  |       |       |       |  |
|  | Brasil           | Henrique Mecking | 5½               |                  | União Soviética | Viktor Korchnoi | 3½         |            |  |  |       |       |       |  |
|  |                  |                  |                  |                  | União Soviética | Viktor Korchnoi | 3½         |            |  |  |       |       |       |  |
|  |                  |                  | União Soviética  | Tigran Petrosian | 1½              |                 |            |            |  |  |       |       |       |  |
|  | União Soviética  | Tigran Petrosian | União Soviética  | Tigran Petrosian | 1½              | 7               |            |            |  |  |       |       |       |  |
|  | União Soviética  | Tigran Petrosian |                  |                  |                 |                 |            |            |  |  |       |       |       |  |
|  | Hungria          | Lajos Portisch   | 6                |                  |                 |                 |            |            |  |  |       |       |       |  |

### Matches

#### Quartas de final
O primeiro que conseguisse três vitórias venceria o match.
 Moscou, União Soviética, 16 de janeiro a 4 de fevereiro de 1974
| Jogador          | 1 | 2 | 3 | 4 | 5 | 6 | 7 | 8 | Total |
| ---------------- | - | - | - | - | - | - | - | - | ----- |
| Anatoly Karpov   | ½ | ½ | ½ | 1 | ½ | 1 | ½ | 1 | 5½    |
| Lev Polugayevsky | ½ | ½ | ½ | 0 | ½ | 0 | ½ | 0 | 2½    |

 San Juan, Porto Rico, 14 de janeiro a 29 de janeiro de 1974
| Jogador       | 1 | 2 | 3 | 4 | 5 | 6 | Total |
| ------------- | - | - | - | - | - | - | ----- |
| Boris Spassky | ½ | ½ | 1 | 1 | ½ | 1 | 4½    |
| Robert Byrne  | ½ | ½ | 0 | 0 | ½ | 0 | 1½    |

 Augusta, Estados Unidos, 16 de janeiro a 13 de fevereiro de 1974
| Jogador          | 1 | 2 | 3 | 4 | 5 | 6 | 7 | 8 | 9 | 10 | 11 | 12 | 13 | Total |
| ---------------- | - | - | - | - | - | - | - | - | - | -- | -- | -- | -- | ----- |
| Viktor Korchnoi  | ½ | ½ | ½ | ½ | 1 | ½ | 1 | ½ | ½ | ½  | ½  | 0  | 1  | 7½    |
| Henrique Mecking | ½ | ½ | ½ | ½ | 0 | ½ | 0 | ½ | ½ | ½  | ½  | 1  | 0  | 5½    |

 Palma de Malhorca, Espanha,  18 de janeiro a 17 de fevereiro de 1974
| Jogador          | 1 | 2 | 3 | 4 | 5 | 6 | 7 | 8 | 9 | 10 | 11 | 12 | 13 | Total |
| ---------------- | - | - | - | - | - | - | - | - | - | -- | -- | -- | -- | ----- |
| Tigran Petrosian | ½ | ½ | ½ | ½ | 1 | ½ | ½ | ½ | 1 | 0  | ½  | 0  | 1  | 7     |
| Lajos Portisch   | ½ | ½ | ½ | ½ | 0 | ½ | ½ | ½ | 0 | 1  | ½  | 1  | 0  | 6     |

#### Semifinais
O primeiro que conseguisse quatro vitórias venceria o match.
 Leningrado, União Soviética, 9 de abril a 20 de maio de 1974
| Jogador        | 1 | 2 | 3 | 4 | 5 | 6 | 7 | 8 | 9 | 10 | 11 | Total |
| -------------- | - | - | - | - | - | - | - | - | - | -- | -- | ----- |
| Anatoly Karpov | 0 | ½ | 1 | ½ | ½ | 1 | ½ | ½ | 1 | ½  | 1  | 7     |
| Boris Spassky  | 1 | ½ | 0 | ½ | ½ | 0 | ½ | ½ | 0 | ½  | 0  | 4     |

 Odessa, União Soviética, 12 de abril a 30 de abril de 1974
| Jogador          | 1 | 2 | 3 | 4 | 5 | Total |
| ---------------- | - | - | - | - | - | ----- |
| Viktor Korchnoi  | 1 | ½ | 1 | 0 | 1 | 3½    |
| Tigran Petrosian | 0 | ½ | 0 | 1 | 0 | 1½    |

Petrosian desistiu após a terceira derrota.

#### Final
O primeiro que conseguisse cinco vitórias em 24 partidas venceria o match. Se em 24 partidas ninguém vencesse cinco jogos, a maior pontuação venceria. O vencedor disputaria o match pelo título com Bobby Fischer.
 Moscou, União Soviética, 16 de setembro a 23 de novembro de 1974
| Jogador         | 1 | 2 | 3 | 4 | 5 | 6 | 7 | 8 | 9 | 10 | 11 | 12 | 13 | 14 | 15 | 16 | 17 | 18 | 19 | 20 | 21 | 22 | 23 | 24 | Total |
| --------------- | - | - | - | - | - | - | - | - | - | -- | -- | -- | -- | -- | -- | -- | -- | -- | -- | -- | -- | -- | -- | -- | ----- |
| Anatoly Karpov  | ½ | 1 | ½ | ½ | ½ | 1 | ½ | ½ | ½ | ½  | ½  | ½  | ½  | ½  | ½  | ½  | 1  | ½  | 0  | ½  | 0  | ½  | ½  | ½  | 12½   |
| Viktor Korchnoi | ½ | 0 | ½ | ½ | ½ | 0 | ½ | ½ | ½ | ½  | ½  | ½  | ½  | ½  | ½  | ½  | 0  | ½  | 1  | ½  | 1  | ½  | ½  | ½  | 11½   |